# Division 1 (Bélgica) 1971-72
La Primera División de Bélgica 1971/72 fue la 69.ª temporada de la máxima competición futbolística en Bélgica.

## Tabla de posiciones
| Pos | Equipo                      | PJ | PG | PE | PP | GF | GC | Pts | DG  | Notas                                                |
| --- | --------------------------- | -- | -- | -- | -- | -- | -- | --- | --- | ---------------------------------------------------- |
| 1   | RSC Anderlechtois           | 30 | 19 | 7  | 4  | 67 | 25 | 45  | +42 | Clasificado a la Copa de Campeones de Europa 1972-73 |
| 2   | RFC Brugeois                | 30 | 18 | 9  | 3  | 57 | 22 | 45  | +35 | Clasificado a la Copa de la UEFA 1972-73             |
| 3   | Standard Club Liégeois      | 30 | 15 | 11 | 4  | 48 | 19 | 41  | +29 | Clasificado a la Recopa de Europa 1972-73            |
| 4   | Racing White                | 30 | 13 | 10 | 7  | 42 | 28 | 36  | +14 | Clasificado a la Copa de la UEFA 1972-73             |
| 5   | Cercle Brugge K.S.V.        | 30 | 12 | 8  | 10 | 30 | 24 | 32  | +6  |                                                      |
| 6   | KV Mechelen                 | 30 | 10 | 11 | 9  | 35 | 31 | 31  | +4  |                                                      |
| 7   | Lierse S.K.                 | 30 | 11 | 8  | 11 | 36 | 42 | 30  | -6  |                                                      |
| 8   | RFC Liégeois                | 30 | 12 | 4  | 14 | 41 | 47 | 28  | -6  |                                                      |
| 9   | Royale Union Saint-Gilloise | 30 | 10 | 8  | 12 | 26 | 40 | 28  | -14 |                                                      |
| 10  | K Beerschot VAV             | 30 | 11 | 5  | 14 | 33 | 39 | 27  | -6  |                                                      |
| 11  | K. Sint-Truidense V.V.      | 30 | 9  | 8  | 13 | 31 | 42 | 26  | -11 |                                                      |
| 12  | Royal Antwerp FC            | 30 | 8  | 9  | 13 | 32 | 33 | 25  | -1  |                                                      |
| 13  | KFC Diest                   | 30 | 8  | 9  | 13 | 27 | 50 | 25  | -23 |                                                      |
| 14  | Crossing Club Schaerbeek    | 30 | 6  | 12 | 12 | 17 | 35 | 24  | -18 |                                                      |
| 15  | KSV Waregem                 | 30 | 7  | 7  | 16 | 30 | 44 | 21  | -14 | Descenso a la Division II                            |
| 16  | SK Beveren-Waas             | 30 | 5  | 6  | 19 | 21 | 52 | 16  | -31 | Descenso a la Division II                            |

PJ = Partidos jugados; PG = Partidos ganados; PE = Partidos empatados; PP = Partidos perdidos; GF = Goles a favor; GC = Goles en contra; Pts = Puntos; DG = Diferencia de goles